# Вучани
45°44′ пн. ш. 16°40′ сх. д. / 45.73° пн. ш. 16.67° сх. д.
Вучани (хорв. Vučani) — населений пункт у Хорватії, у Б'єловарсько-Білогорській жупанії у складі міста Чазма.

## Населення
Населення за даними перепису 2011 року становило 85 осіб.
Динаміка чисельності населення поселення: